# Marie-Paul Armand
Pour les articles homonymes, voir Armand.
Œuvres principales
- La Poussière des corons
- La Courée
- Sœurs ennemies

Marie-Paul Armand, née Danielle Florentine Marie Ricquier le 14 août 1946 à Leforest dans le Pas-de-Calais et morte le 7 octobre 2011 à Woignarue dans la Somme, est une romancière française, connue pour ses romans régionalistes mettant en scène des femmes de milieu populaire du Nord-Pas-de-Calais.
Elle a obtenu le prix Claude-Farrère en 1986 pour son roman La Poussière des corons.

## Biographie
Marie-Paul Armand est née à Leforest, ville minière du Pas-de-Calais, dans un milieu ouvrier. Passionnée d'écriture mais poussée par ses parents à avoir un métier stable, elle fait des études de mathématiques à la faculté de Lille. Elle enseigne cette matière au collège pendant une dizaine d'années, avant de démissionner et de tenter de réaliser sa vocation d'écrivain.
Elle commence par écrire des histoires pour enfants, celles qu'elle racontait à sa fille, qui sont publiées aux éditions Lito.
En 1984, elle signe son premier roman, La Poussière des corons, en hommage à ses grands-parents, qui fait revivre les années 1900 à 1960 dans le bassin minier où elle a grandi. Elle retient l'attention de l'éditrice Jeannine Balland (1929-2020), éditrice qui dirigeait depuis 1976 aux Presses de la Cité la collection « Frères d'Armes » et avait décidé de lancer une collection de romans régionaux, « Terres de France ». Avec ce succès de libraire, elle obtient en 1986 le prix Claude-Farrère.
Marie-Paul Armand, discrète dans les médias, poursuit dans cette veine de la saga familiale nordiste. Elle devient l'une des figures de la littérature de terroir en France, décrivant à travers des portraits de femmes courageuses la mentalité et la manière de vivre des classes populaires de sa région à une époque révolue, ainsi que les affres de l'ascension sociale, inspirée par l'adversité qu'elle-même a dû affronter avant de s'imposer comme écrivain. Bien que peu relayée par la presse nationale, sa trilogie La Courée est un nouveau succès qui tire, toutes éditions confondues, à plus de 500 000 exemplaires.
Marie-Paul Armand décède le 7 octobre 2011. Un roman posthume est publié à l'occasion des dix ans de sa mort.

## Œuvres
- Nicolas le panda, 1983.
- Poly l'ourson, 1984.
- L'Été à la campagne, 1985.
- La Poussière des corons, 1985. Prix Claude-Farrère
- Le Vent de la haine, 1987.
- Le Pain rouge, 1989.
- La Courée
  - La Courée, tome 1 : La Courée, 1992.
  - La Courée, tome 2 : Louise, 1993.
  - La Courée, tome 3 : Benoît, 1994.
- La Maîtresse d'école, 1995.
- D'un anniversaire à l'autre, 1996.
- La Cense aux alouettes, 1997.
- Nouvelles du Nord, 1998 (republié sous le titre Mon grand-père mineur en 2008).
- L'Enfance perdue, 1999.
- Un bouquet de dentelle, 2001.
- Au bonheur du matin, 2003.
- Le Cri du héron, 2004.
- Sœurs ennemies, 2005.
- La Fille du maître-brasseur, 2021.